# Bomarsund

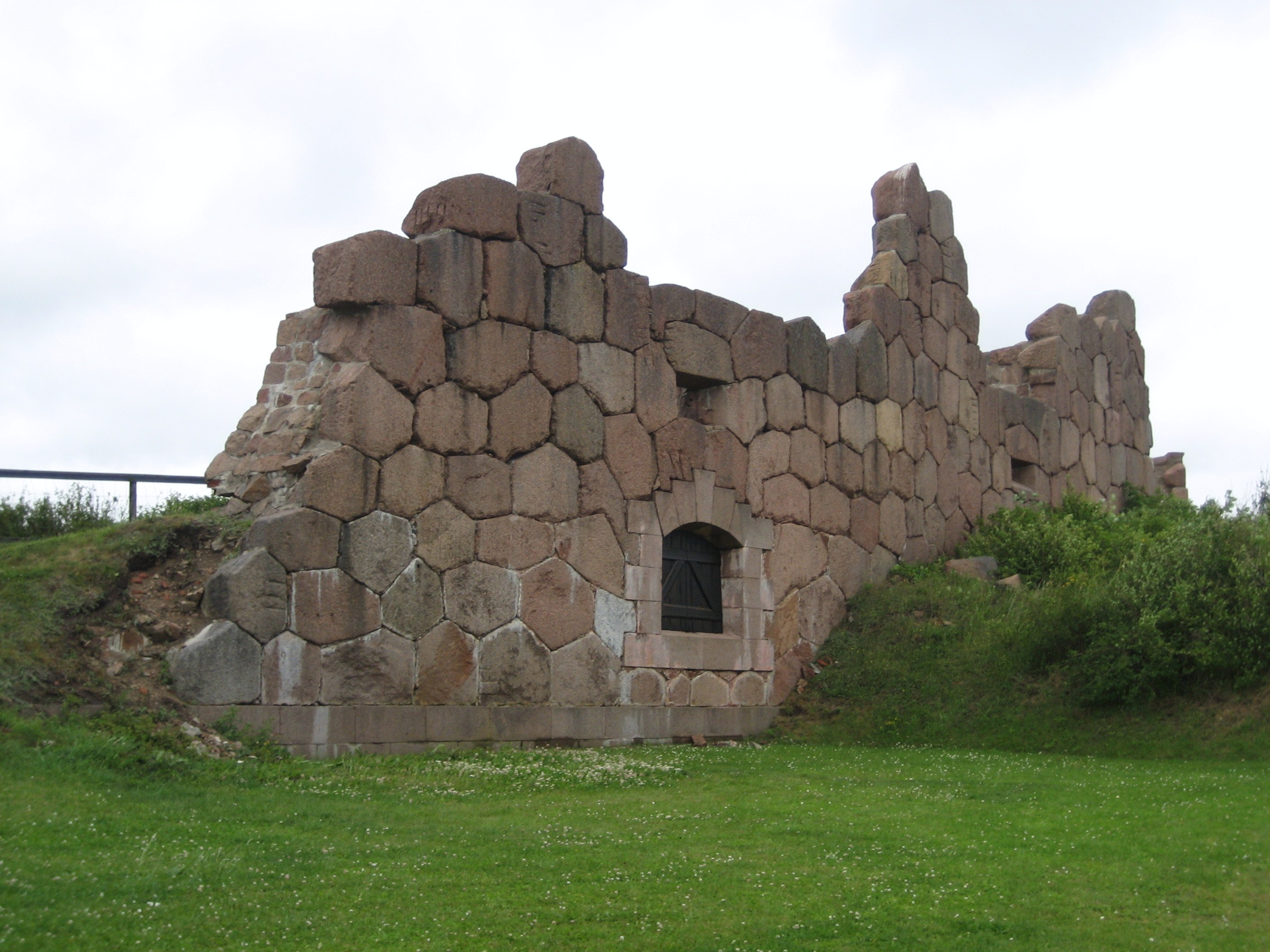
Een rest van de muren van het eigenlijke fort van Bomarsund.

Bomarsund is een nooit voltooide Russische militaire vesting in de gemeente Sund, in Åland, een eilandengroep in de Oostzee. Het fort is genoemd naar de gelijknamige zeestraat (sund) die een van de verbindingen vormt tussen Lumparn en de Scherenzee.

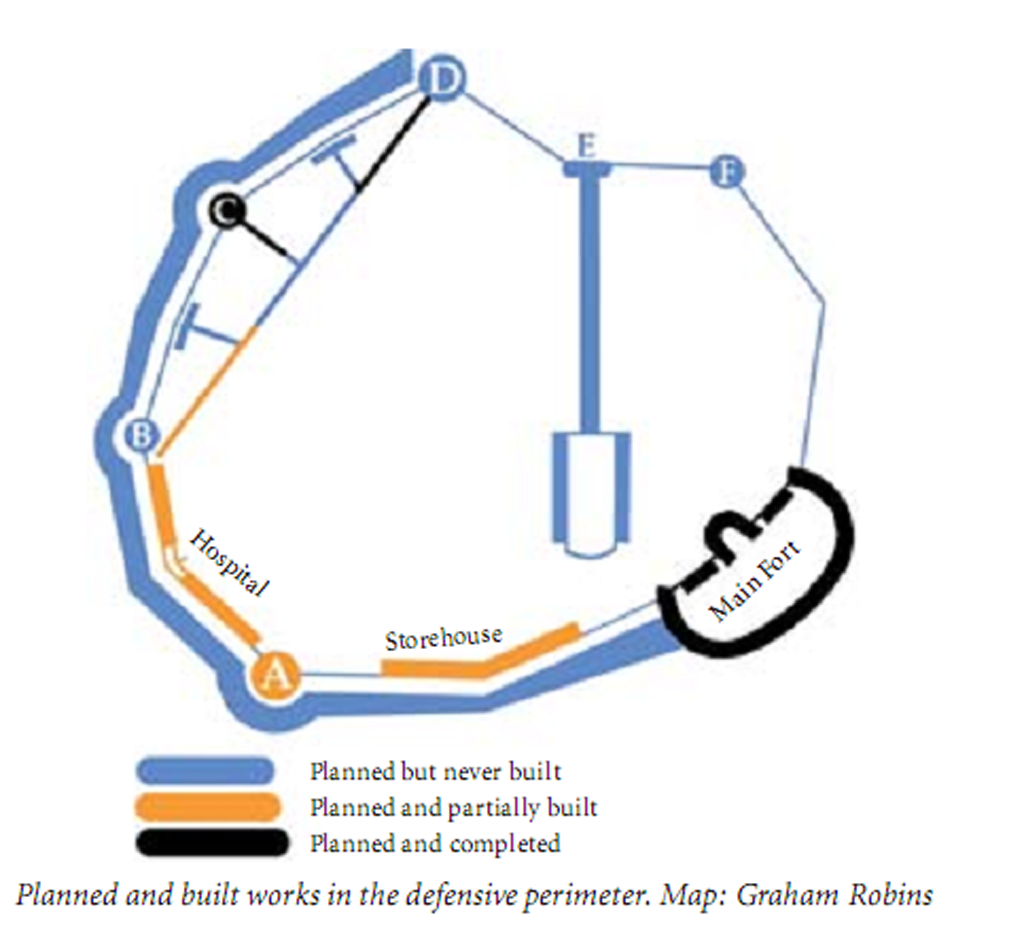
Plattegrond van Bomarsund tijdens de bouw

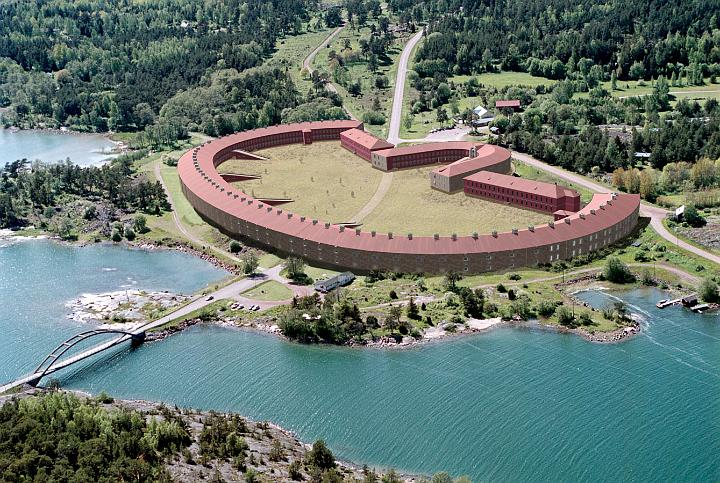
Computermontage van het hoofdfort (het zwarte deel uit de plattegrond hierboven)

## Geschiedenis
Door de Vrede van Fredrikshamn die in 1809 het eind van de Finse Oorlog bezegelde, werd het Grootvorstendom Finland samen met Åland, dat tot dan toe deel uitmaakte van dezelfde Zweedse provincie, onderdeel van het Russische keizerrijk. Åland werd de verste uithoek van dat rijk en daarom werd in 1830, na een planningsperiode van 18 jaar, begonnen met de bouw van een strategisch gelegen vesting die ten doel had het noordelijke deel van de Oostzee te verdedigen en een Russisch garnizoen te huisvesten. Het zou verreweg het grootste bouwwerk worden dat ooit op deze eilandengroep was gebouwd. Het werd gebouwd volgens de uitgangspunten van de Franse markies Marc-René de Montalembert, een militair ingenieur die gespecialiseerd was in de bouw van fortificaties. Het hoofdfort werd een 290 meter lang, grotendeels uit baksteen en aan de buitenzijde met enorme granietblokken opgetrokken halfcirkelvormig gebouw van twee etages hoog, waarin 2.500 troepen konden worden gehuisvest en waarin zich 162 kazematten bevonden. Dit gebouw, waarin ook diverse geloofshuizen waaronder een prachtig versierde Russisch-orthodoxe kerk waren ondergebracht, en dat qua grandeur grote bewondering wekte bij velen die het bezochten, zou uiteindelijk deel moeten gaan uitmaken van een nog veel grotere structuur: een grote versterkte cirkel van meer dan 3 km lang en 1100 meter in diameter, waarvan zes geschuttorens van drie etages hoog, een groot pakhuis en een versterkt ziekenhuis deel zouden uitmaken. Er zouden uiteindelijk in totaal 350 kanonnen moeten komen. Ten noorden en oosten hiervan zouden nog eens zes of zeven torens moeten verschijnen, met daarin nog eens 150 kanonnen. Gaandeweg de bouw van het fort werden de plannen echter bijgesteld, omdat de bouw veel langzamer vorderde dan gepland: om de bouw volgens het oorspronkelijke plan te kunnen voltooien zou meer dan een eeuw nodig zijn. Er waren geen of nauwelijks marinefaciliteiten gepland, afgezien van het onderhoud en het 's winters huisvesten van 100 kanonneerboten.

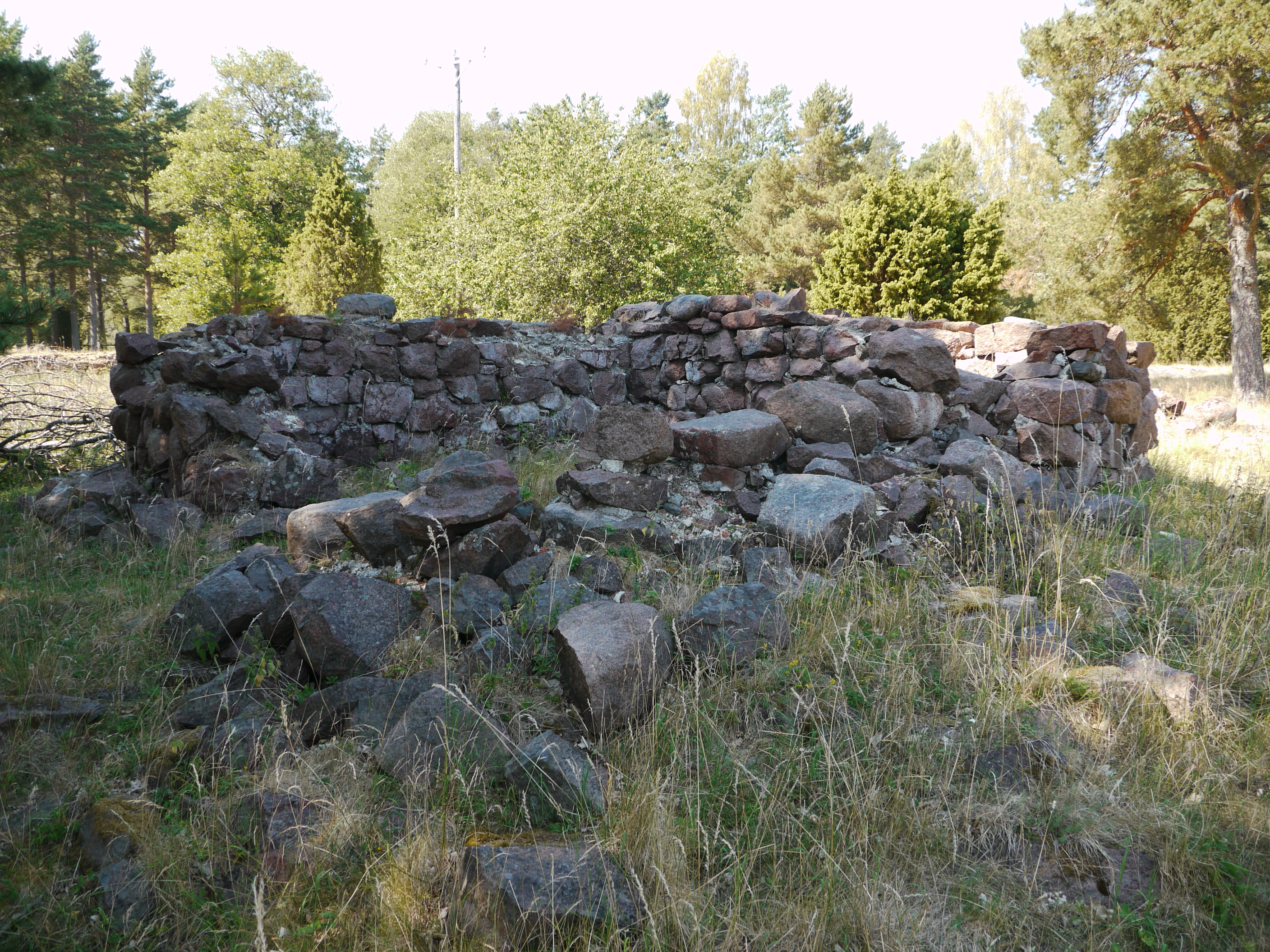
ruïne van een van de vele fundamenten van het dorpje Nya Skarpans.

Iets verder landinwaarts naar het westen ontstond spontaan een dorpje: Gamla Skarpans, dat bevolkt werd door handwerkslieden die werkzaamheden aan het fort verrichtten. Later werd er nog een nieuwe nederzetting gebouwd, genaamd Nya Skarpans, ditmaal wel volgens een strak opgezet plan, binnen de geplande muren van het buitenste grote fort zelf. Arbeiders van vele uithoeken van het Russische rijk werden voor de bouw aangetrokken.
Tegen de bouw werd heftig maar tevergeefs geprotesteerd door de toenmalige Britse minister van buitenlandse zaken, de latere premier Palmerston en door Zweden, omdat zij de bouw zagen als een potentiële bedreiging van hun handels- en militaire belangen in die regio. De lokale bevolking van Åland had minder moeite met de intensieve Russische aanwezigheid, vanwege de werkgelegenheid, onder meer vanwege het fabriceren van grote hoeveelheden bakstenen (1,7 miljoen stuks in één jaar) en het aanleveren van grote hoeveelheden brand- en timmerhout. Ook is bekend dat enkele honderden lokale vrouwen trouwden met Russische soldaten, en velen van hen uiteindelijk met hun echtgenoten naar Rusland zijn vertrokken. 
In 1839 nam het eerste bataljon: het Finse 11e bataljon, zijn intrek in het fort. Er werd toen nog volop gebouwd aan het nieuwe hospitaal, de magazijnen en de verdedigingstorens.

### De slag om Bomarsund

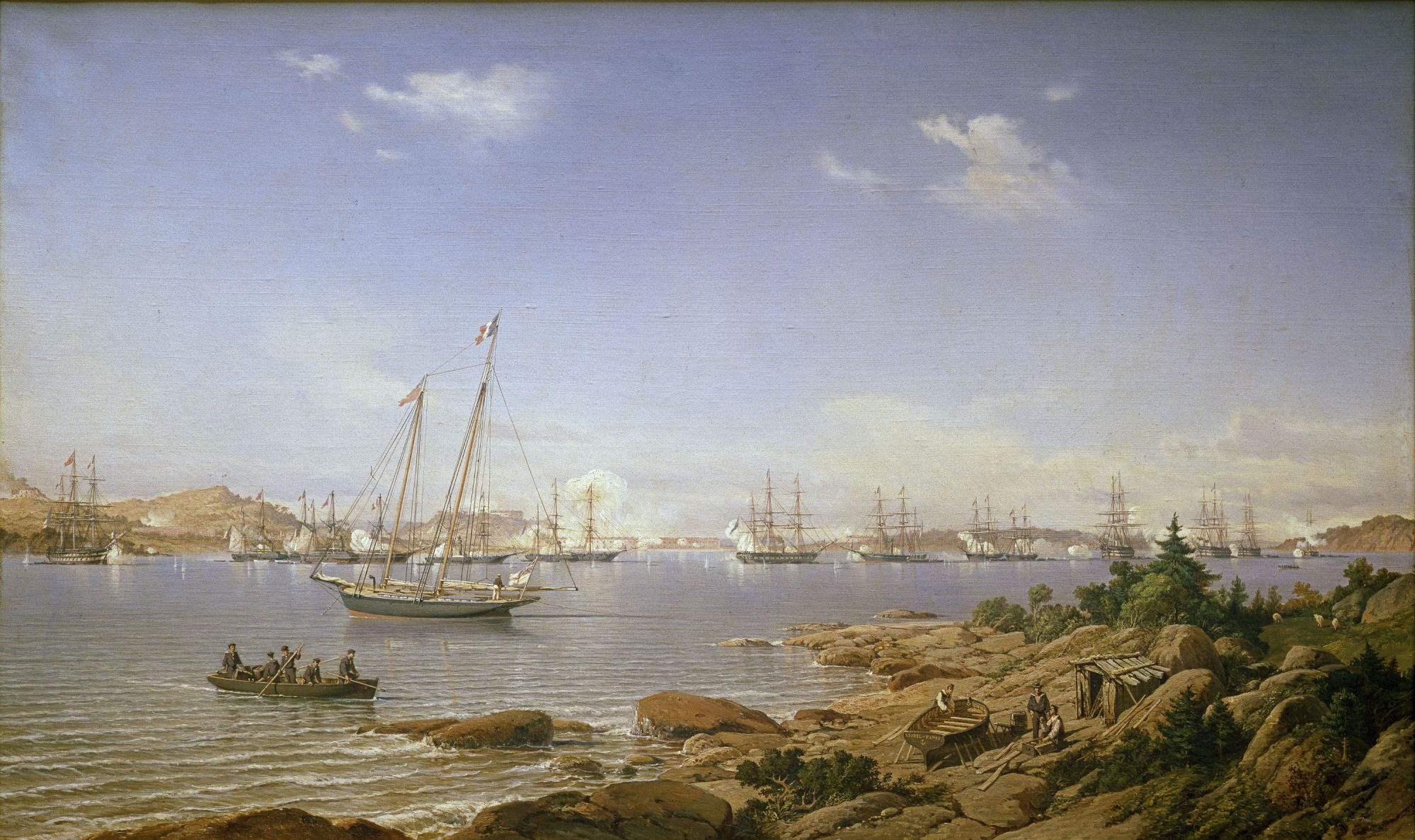
Schilderij van Antoine Léon Morel-Fatio: de gecombineerd Brits-Franse vloot die optrok naar Bomarsund.

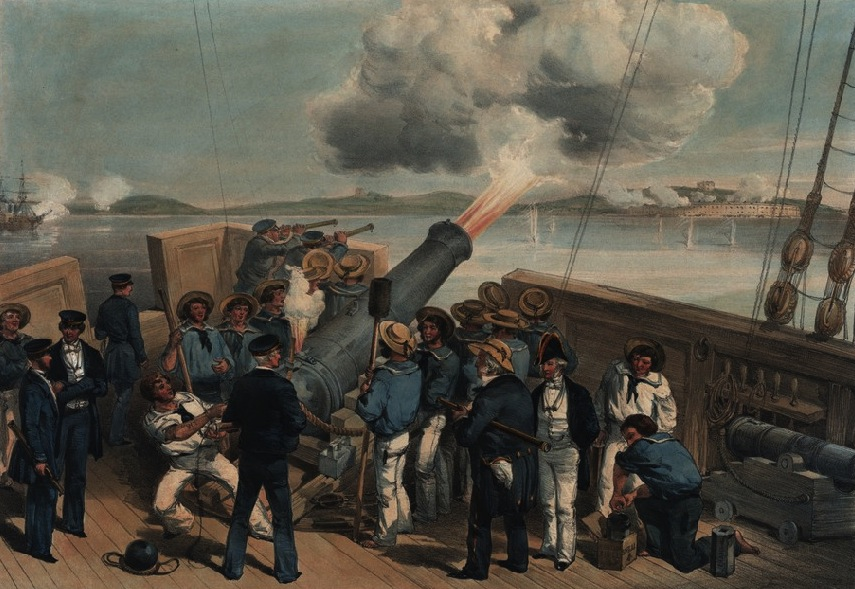
Tekening van de belegering van Bomarsund door de Britse marine

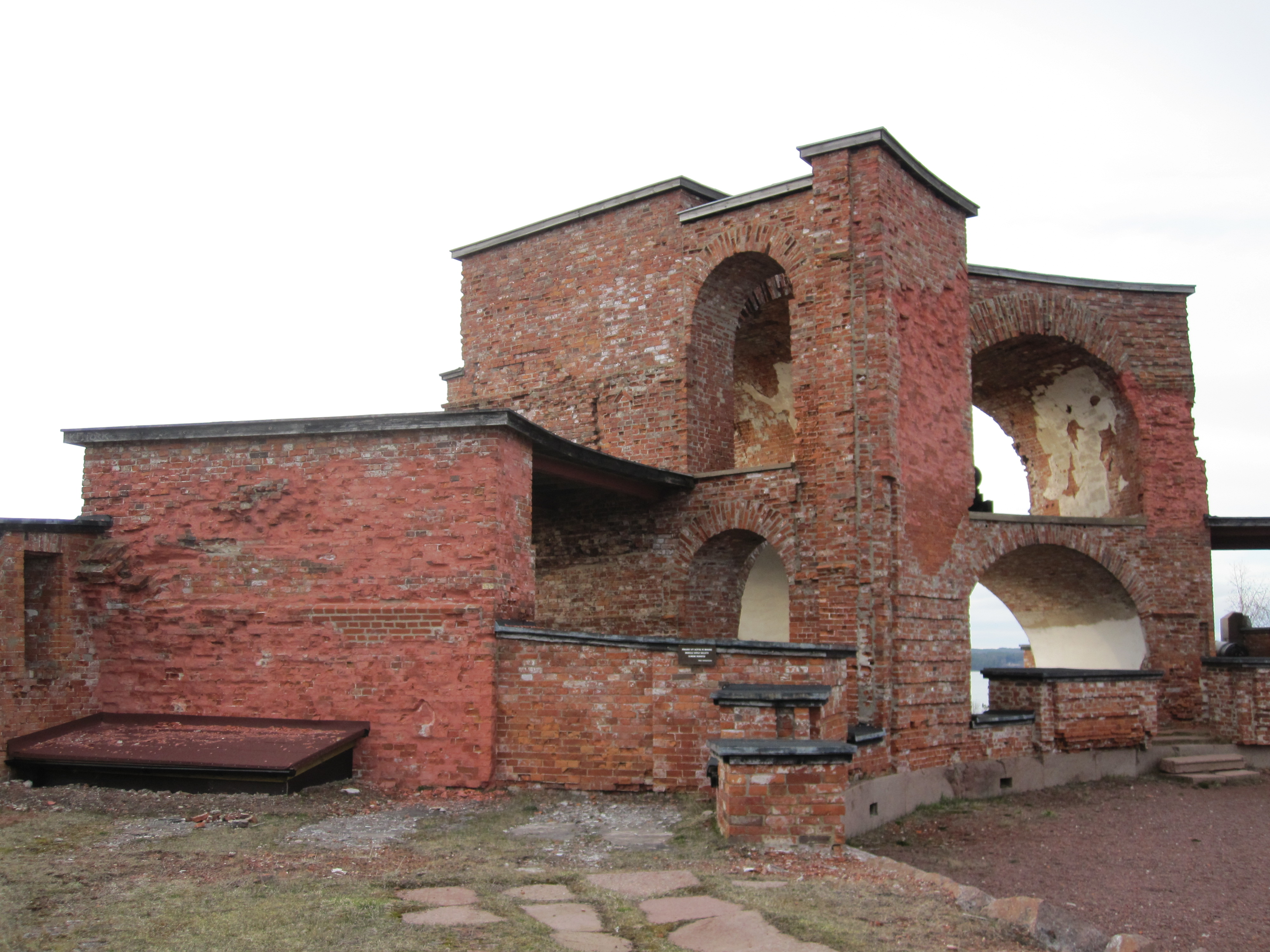
Ruïne van een van de kapotgeschoten geschuttorens, met kazematten

Vanaf 1853 waren grote delen van Europa gewikkeld in de Krimoorlog, die zich uitstrekte langs de westelijke grenzen van het Russische keizerrijk. Een Brits-Franse coalitie besloot dat ook de oprukkende Russische invloed in de Oostzee gebroken moest worden en dat Bomarsund zou worden aangevallen. Bij het ontwerp van het fort, dat toen nog lang niet voltooid was, was voor de verdediging over het water alleen rekening gehouden met aanvallen met schepen vanuit het noorden, omdat de zuidelijke kant, het Lumparn, niet als bedreiging werd beschouwd omdat de enige twee andere ingangen daarvan ontoegankelijk werden beschouwd voor oorlogsschepen: het Lemströmkanaal was zeer smal en ondiep; de doorgang via de Ängösund was verraderlijk met rotsachtige ondiepten die door grote zeilschepen niet te nemen viel. De Britten hadden echter inmiddels de beschikking over stoomschepen, en een kundige hydrograaf, kapitein Bartholomew James Sullivan, was erin geslaagd een veilige doorgang te vinden. Zodoende kon de armada het fort benaderen vanuit de slecht verdedigde zuidelijke richting.
Tijdens het verloop van die oorlog werd Bomarsund op 21 juni 1854 voor het eerst aangevallen door Britse schepen, onder aanvoering van kapitein Hall, zonder dat deze hiervoor toestemming had gekregen van de Britse admiraal Charles Napier. Er werd over en weer geschoten maar de strijd eindigde onbeslist toen de munitie van de Britse schepen op was en zij zich terugtrokken.
Intussen naderden meer Britse en Franse marineschepen, zodat de vloot uiteindelijk 25 schepen omvatte. Om meer schootsveld te krijgen en om te voorkomen dat vijandige troepen onopgemerkt zouden kunnen naderen, brandden de Russen op 3 augustus 1854 de grotendeels uit hout opgetrokken dorpjes Gamla Skarpans en Nya Skarpans plat. Ze zijn nooit meer herbouwd. Op 7 augustus 1854 werd Bomarsund opnieuw aangevallen, ditmaal door een gecombineerd Engels-Franse vloot, onder de Britse admiraal Napier, de Franse admiraal Parseval-Deschênes en circa 10.000 man landingstroepen onder de Franse generaal Achille Baraguey d’Hilliers.
De Russen, onder generaal Nikolaus Bodisco, beschikten op dat moment weliswaar over honderden stuks geschut, maar de verdediging aan de landzijde was nog zwak, omdat het fort op dat moment nog pas voor een klein deel afgebouwd was: er waren pas drie geschuttorens gebouwd waarvan er maar 2 operationeel waren, en vooral vanaf de landzijde was de verdediging nog niet klaar en dus kwetsbaar. Omdat de geschuttorens ontworpen waren om deel uit te maken van een grote, nog te bouwen verdedigingsmuur, kon vanuit de torens alleen naar richtingen buiten die ring geschoten worden; voor aanvallen vanaf opzij waren ze daardoor erg kwetsbaar. Op 8 augustus waren de Franse troepen nabij het gehucht Tranvik, ongeveer 4 km. ten zuidwesten van Bomarsund aan land gegaan en over land opgetrokken. Op 13 augustus openden zij met vier kanonnen, vier mortieren en veel licht geschut het vuur op de Brännklint-toren (toren C in het schema). De Russische verdedigers hadden veel moeite de toren te verdedigen, doordat de kazematten al spoedig gevuld waren met hun eigen kruitdampen en doordat er via de geschutsopeningen in de muren doorlopend kogels regenden. Bovendien maakte de hitte van de kanonnen het werken in de nauwe ruimte erg zwaar. Al snel werden de Finse scherpschutters op het dak van de toren gedwongen zich terug te trekken, waardoor de Fransen nog dichter konden naderen. In de avond werd het de commandant van de toren, kapitein Tesche, duidelijk dat de situatie onhoudbaar was, en besloot hij zich 's nachts terug te trekken naar het hoofdfort en de toren op te blazen. Echter, voordat ze de toren konden opblazen hadden de Fransen hem veroverd en werden de overgebleven 35 soldaten, waaronder Tesche, krijgsgevangen genomen. Omdat de toren nu in Franse handen was, besloten de Russen de toren met zware mortieren onder vuur te nemen vanuit het hoofdfort. Deze vatte vlam en om 11:30 uur de volgende dag explodeerde het kruitmagazijn, waarbij de toren grotendeels vernietigd werd.
Op diezelfde dag, 15 augustus, hadden Britse landtroepen de Notvik-toren bereikt (toren D in het schema), en bestookten deze met drie zware 32 ponders (kanonnen). Na 8 uur onophoudelijk schieten wisten ze een bres in de muren te slaan en de ene na de andere verdedigende kanon uit te schakelen.
Op 15 augustus was inmiddels ook de aanval op het hoofdfort begonnen. De Franse troepen hadden hun batterij verplaatst naar de fundamenten van waar het nieuwe ziekenhuis had moeten verrijzen en bestookten van daaraf de kwetsbare achterzijde van het hoofdfort. Deze zijde was niet van kanonnen voorzien en ontworpen om verdedigd te worden door de buitenste verdedigingsring, die echter nog lang niet voltooid was. Tegelijkertijd bestookten de oorlogsschepen het hoofdfort vanaf het water ten zuiden van het fort met zwaar kaliber kanonnen. De verdedigers hadden hiertegen weinig weerwoord, ook omdat hun kanonnen en buskruit van inferieure kwaliteit bleken, waardoor hun kogels de schepen niet konden bereiken.
Op 16 augustus 1854 om 1 uur in de middag capituleerden de Russen onvoorwaardelijk, en ongeveer 1.700 Russen en 300 Finnen werden krijgsgevangen genomen en afgevoerd naar Groot-Brittannië en Frankrijk. Bij de slag zijn 85 doden en gewonden gevallen aan Brits-Franse zijde, en 53 doden aan Russische zijde. Dit aantal staat in schril contrast tot de honderden militairen en lokale bewoners die er diezelfde maand stierven aan de cholera.

### Nasleep van de slag om Bomarsund
Omdat de Fransen en Britten zelf geen bezit wilden nemen van dit veroverde gebied, boden zij Åland aan aan Zweden, het land dat dit gebied in 1809 had verloren. Zweden weigerde echter om Åland in bezit te nemen en zich aan te sluiten bij de Brits-Franse alliantie, omdat het militair verzwakt was en niet nogmaals vijandige acties jegens Rusland wilde ondernemen. Het land verkoos om strikt neutraal te blijven. De enige optie die resteerde was dat Rusland, ondanks zijn verlies, toch zou blijven heersen over deze eilanden. Om de militaire macht van Rusland maximaal te breken, werden op 2 september 1854 de restanten van de vesting door de Britten opgeblazen, waarbij hoofdzakelijk gebruikgemaakt werd van de overgebleven explosieven van de Russen zelf. In mei 1876 werd een veiling gehouden van alle overgebleven materialen van het fort, waarbij voornamelijk bakstenen en granieten gevelstenen werden verkocht. Deze waren eenvoudig af te voeren, omdat het fort aan het water gelegen was. Veel stenen werden zodoende later elders hergebruikt, onder andere voor de Oespenski-kathedraal en het Alexandertheater in Helsinki.
Bij de Vrede van Parijs die in 1865 het einde van de Krimoorlog bezegelde, werd vastgelegd dat de Åland-eilanden gedemilitariseerd zouden worden, waardoor het een neutrale bufferzone tussen Rusland en West-Europa zou worden. Zodoende mocht ook de vesting Bomarsund niet herbouwd worden, ondanks dat het gebied wel, nog ruim 50 jaar, onder Russische invloedssfeer zou blijven.
Vermeldenswaard is dat de huidige hoofdstad van Åland, Mariehamn, in 1861 door de Russen is gesticht, dus enkele jaren na de slag bij Bomarsund.
De Russen hebben zich trouwens niet gehouden aan de demilitarisatie, want in het laatste decennium van de 19e eeuw bouwden ze toch weer een fortificatie; ditmaal op het eiland Boxö.

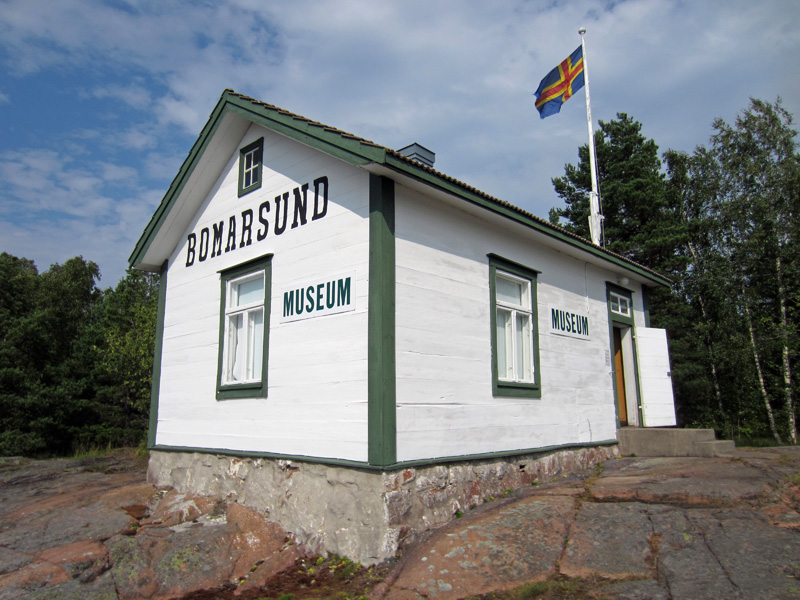
Het vroegere Bomarsundmuseum

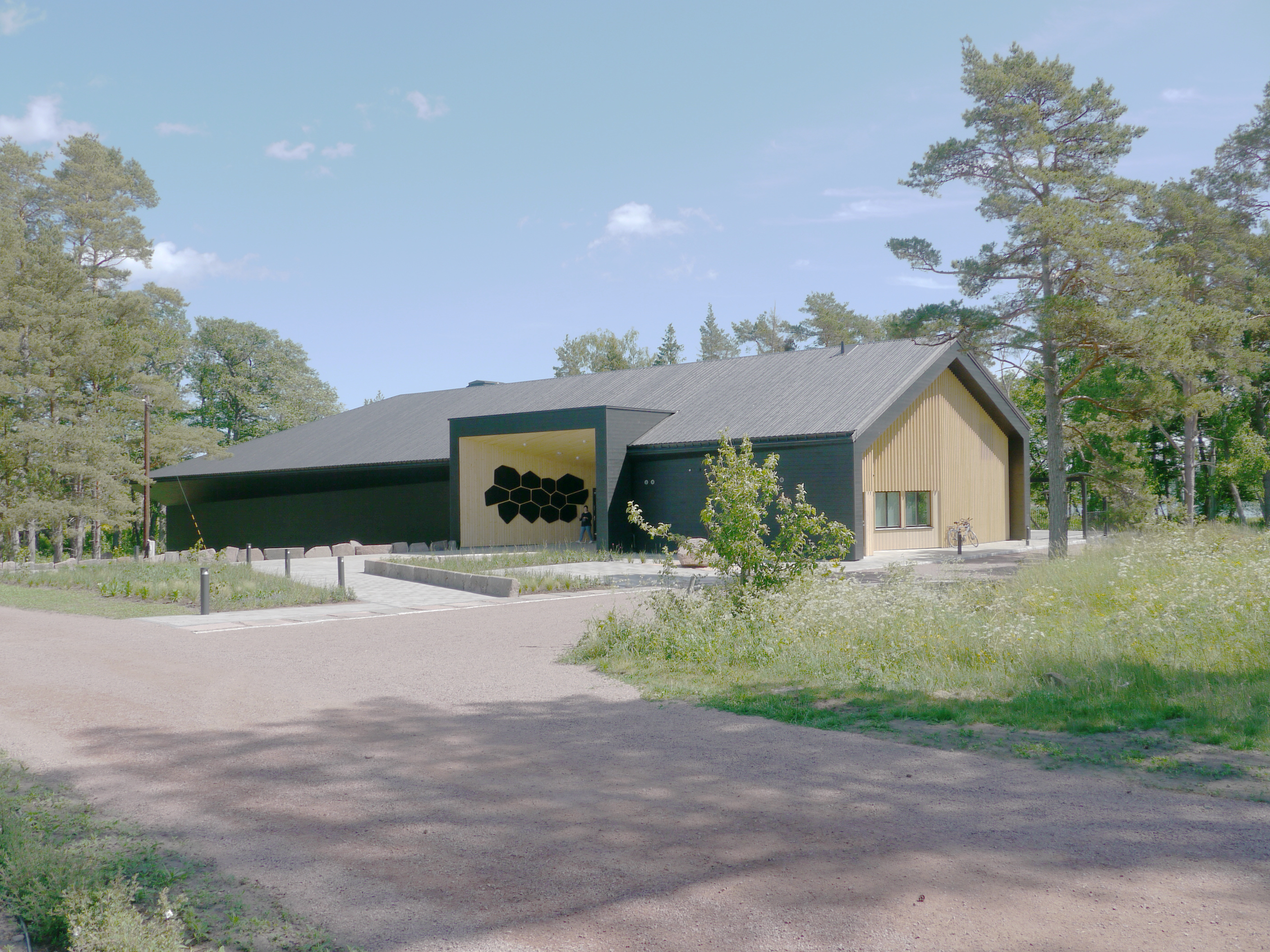
Het nieuwe Bomarsundmuseum (sinds 2022)

## Bomarsund tegenwoordig
De ruïnes van het fort zijn tegenwoordig vrij te bezichtigen als historisch monument, inclusief de ruïnes van Gamla Skarpans, de restanten van twee wachttorens en de fundamenten van nog twee (nooit afgebouwde) wachttorens. Daar bevindt zich ook een museum over Bomarsund. Op het nabijgelegen eiland Prästö bevinden zich meerdere grote begraafplaatsen (die vrij te bezoeken zijn) die herinneren aan alle mensen die werkten in en aan het fort en die daar overleden zijn. Voor elke religieuze achtergrond was er een of meerdere begraafplaatsen. Ook bevinden zich op dat eiland (nauwelijks meer herkenbare) ruïnes van een tijdelijk ziekenhuisje dat in gebruik is geweest tijdens de bouw van het fort, zolang het definitieve ziekenhuis nog niet klaar was.
Jaarlijks vinden in augustus de Bomarsunddagen plaats, met een historische markt, theater en muziek.